# Haus Cohen (Hannover)

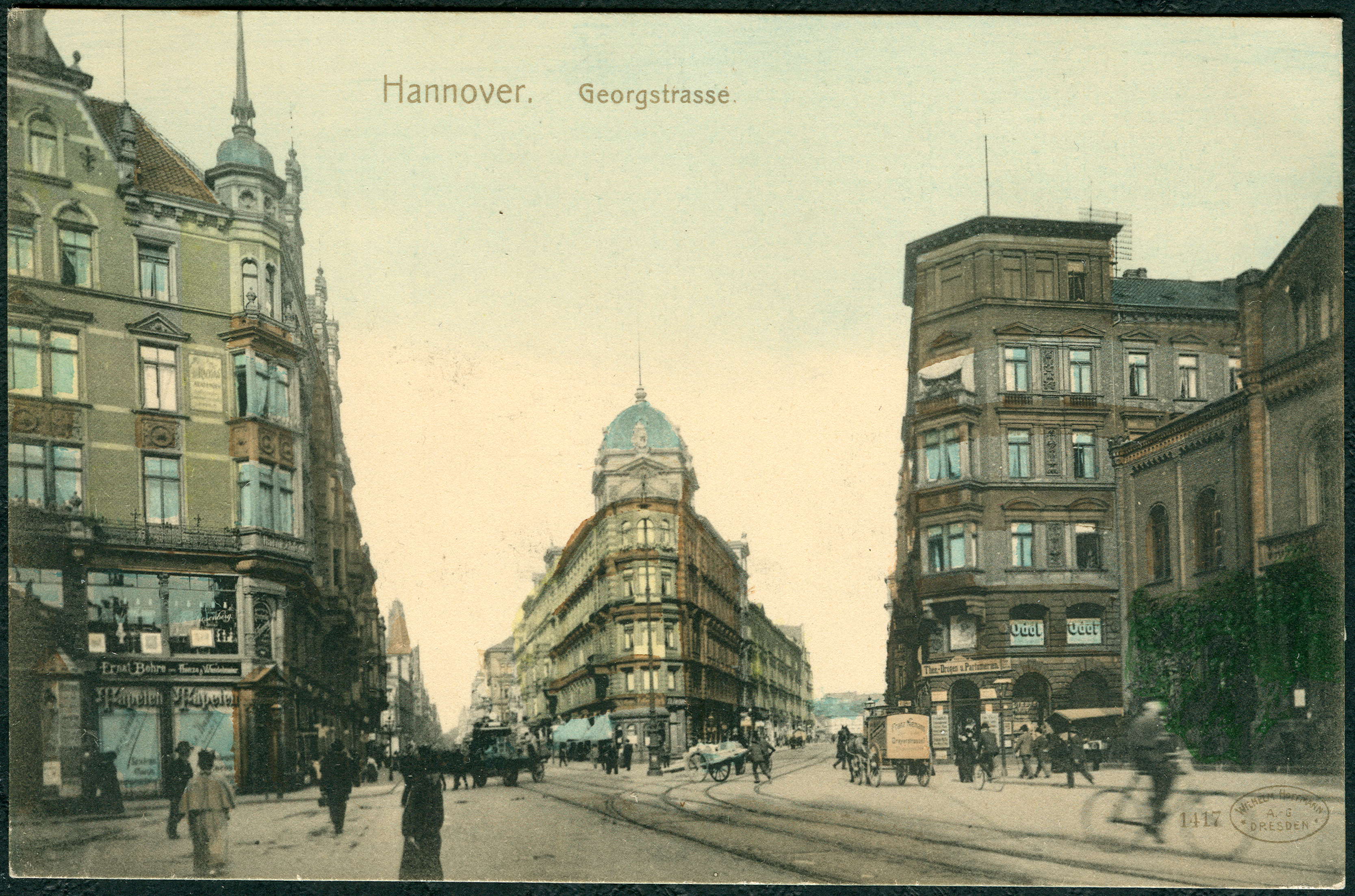
Das 1859 im Rundbogenstil errichtete Haus Cohen (ganz rechts im Bild) an der Georgstraße 35 Ecke Kanalstraße;
kolorierte Ansichtskarte Nummer 1417 der Wilhelm Hoffmann AG, um 1900

Das Haus Cohen in Hannover war ein Mitte des 19. Jahrhunderts errichtetes Wohngebäude unter der – damaligen – Adresse Georgstraße 35 Ecke Kanalstraße im heutigen Stadtteil Mitte.

## Geschichte
Zur Zeit der Personalunion zwischen Großbritannien und Hannover befahl König Georg III. im 18. Jahrhundert die Schleifung der alten Festungsanlagen Hannovers zwischen Steintor und Aegidientor. Auf Anordnung des Landesherrn sollte an der Stelle der damaligen Wassergräben außerhalb der mittelalterlichen Stadtmauer nun eine großzügige Promenade mit Villen angelegt werden. Doch trotz königlicher Zuschüsse aus der Staatskasse von Georg III. ging die Bebauung der Georgstraße anfangs nur langsam voran. Erst mit Beginn der Industrialisierung im Königreich Hannover unter Ernst August, nach dem Bau des ersten hannoverschen Bahnhofes und der von dem Hofbaumeister Georg Ludwig Laves entworfenen, ab 1843 dorthin führenden Ernst-August-Stadt entwickelte sich die Georgstraße, die neue Hauptstraße Hannovers, rasch zur ersten Geschäfts- und Flanierstraße der damaligen Residenzstadt.
Neben den zahlreichen Häusern mit eigenen Namen an der Georgstraße errichtete auch der seinerzeitige königliche Land-Bauinspektor Hermann Hunaeus ab 1854 ein Wohngebäude an der Georgstraße 35 für „[…] Dr. Hermann Cohen“ das der auftraggebende Bauherr spätestens 1859 dann auch selbst beziehen konnte. Der der Backsteinromanik nachempfundene neuromanische Backsteinbau namens Haus Cohen diente zeitweilig auch als Atelier für Edwin Oppler, den jüdischen Architekten und Erbauer beispielsweise der Neuen Synagoge in der Calenberger Neustadt. Etwa zur selben Zeit hatte der Stadtbaumeister Ludwig Droste 1856 das benachbarte Eckhaus Haus Sternheim unter der Adresse Schillerstraße 35 errichtet.

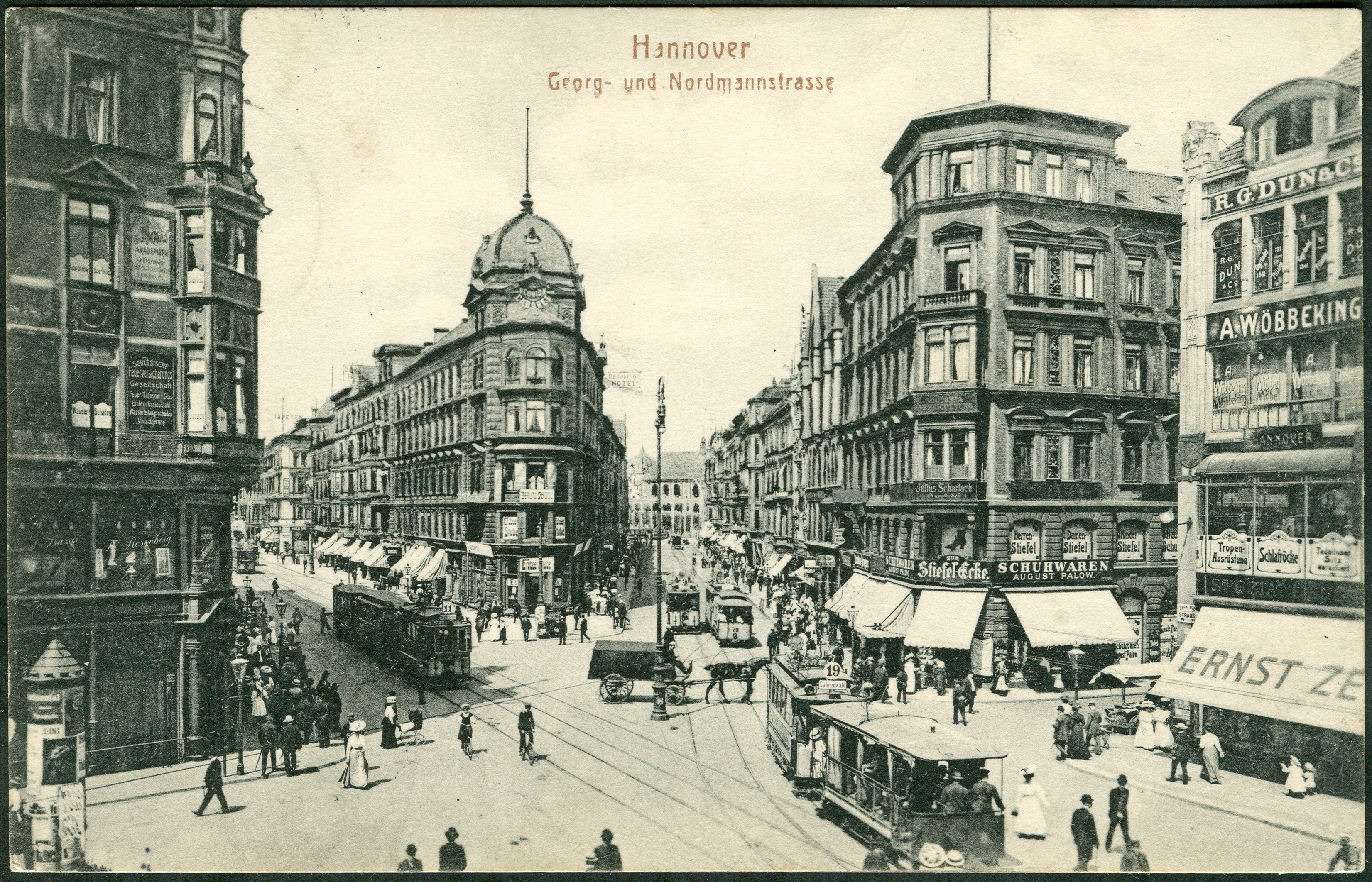
Verkehr am betreffenden Standort um 1905; das Haus Cohen war dem Jugendstil-Neubau für das Geschäftsgebäude von Ernst Zeyn (ganz rechts im Bild) gewichen;
Ansichtskarte im Lichtdruck, anonymer Fotograf

Während der Gründerzeit des Deutschen Kaiserreichs beschleunigte sich das Wachstum Hannovers zur Großstadt rasant – insbesondere auch rund um das Haus Cohen. So begann die Sanierung der Altstadt Hannovers mit dem Durchbruch der Heiligerstraße und der auf die Georgstraße zulaufenden Limburgstraße 1897 durch Ferdinand Wallbrecht. Dadurch ergab sich direkt vor dem Haus Cohen ein Schnittpunkt strahlenförmig abzweigender Straßenzüge als belebte, fast platzartige Erweiterung der Georgstraße.
Die Tage beschaulichen Wohnens und Arbeitens in der Georgstraße 35 waren gezählt. Nur rund ein halbes Jahrhundert nach seiner Fertigstellung wich das vergleichsweise „kleine“ Wohn- und Ateliergebäude dem 1903 eröffneten Kaufhaus Ernst Zeyn, laut eigener Werbung dem „größten Haus für erstklassige Herren- und Knabenbekleidung in Stadt und Provinz Hannover,“ bevor es von der Modekette C&A übernommen wurde.

## Archivalien
Archivalien von und über das Haus Cohen finden sich beispielsweise
- als Einzelblatt-Lithographie aus der Zeitschrift des Architekten- und Ingenieurvereins zu Hannover von 1856 im Besitz des Historischen Museums Hannover[10]